# Abrufkredit
Ein Abrufkredit (auch Abrufdarlehen oder Rahmenkredit) ist eine von einem Kreditinstitut eingeräumte Kreditlinie, die bei Bedarf durch den Kreditnehmer variabel bis zur vereinbarten Höchstgrenze in Anspruch genommen werden kann und üblicherweise zur Rückzahlung mit Monatsraten bei veränderlicher Verzinsung mit monatlicher Berechnung führt. Es handelt sich um eine relativ gering verbreitete Unterart des Rahmenkredits für Verbraucher, die als Alternative zu einem Dispositionskredit (Dispo) gilt. Die Abwicklung erfolgt im Unterschied zum sogenannten Dispokredit nicht über das Girokonto, sondern über ein separates Kreditkonto.
Ein Abrufkredit ist eine wenig verbreitete Kreditform für Privatkunden. Die Bank stellt hierbei eine individuelle Kreditlinie (in der Regel ab 2.500 bis 25.000 Euro, vereinzelt bis 75.000 Euro) zur Verfügung, deren Betrag jederzeit ganz oder teilweise abgerufen werden kann. Im Gegensatz zu einem Dispositionskredit erfolgt jedoch eine systematische Tilgung über vereinbarte Monatsraten, die entweder fest vereinbart oder als Mindesttilgung gestaltet werden. Die marktübliche monatliche Mindesttilgung beträgt ein bis drei Prozent des in Anspruch genommenen Kreditbetrags zuzüglich monatlich fälliger Zinsen. Die Zinssätze für einen Rahmenkredit liegen üblicherweise unterhalb marktüblicher Zinsen bei Dispositionskrediten, jedoch oberhalb jener bei Konsumentenratenkrediten.
Das Abrufdarlehen wird meist als Blankodarlehen, also ohne Stellung von Kreditsicherheiten, und ohne Zweckbindung vergeben. Alle Banken prüfen die Kreditwürdigkeit und melden der Schufa (Schutzgemeinschaft für allgemeine Kreditsicherung) die Kreditlinie. Die Kreditverträge werden i. d. R. unbefristet und unabhängig vom Führen eines Girokontos bei der betreffenden Bank geschlossen. Eine Bereitstellungsprovision wird üblicherweise nicht erhoben.
Die Kreditlinie wird auch als Rahmen bezeichnet, Auszahlungsvorgänge als Abruf. Die Inanspruchnahme ist in flexibler Höhe bis zum vereinbarten Rahmen möglich (beliebige Beträge). Die Auszahlung jedes Abrufs erfolgt i. d. R. ohne zusätzliche Gebühren. Der fällige Saldo kann jederzeit ohne Vorfälligkeitsentschädigung zurückgezahlt werden.

## Verbreitung
Von 151 befragten Kreditinstituten hatten im Jahr 2014 nur 15 Banken einen Abruf- oder Rahmenkredit im Programm. Davon boten nur 4 Banken auch selbständig oder freiberuflich Erwerbstätigen für private Zwecke eine entsprechende Kreditlinie an; für diese Kundengruppe sind Abruf- oder Rahmenkredite die einzige Möglichkeit zur Überbrückung finanzieller Lücken.

## Einordnung
Abrufkredite, die eine monatliche Mindesttilgung erfordern, stellen eine Mischform von Rahmen- und Ratenkredit dar. Sie werden auch als verdeckt bzw. verschleiert, revolvierende Konsumentenratenkredite eingeordnet.

## Geschichte
1981 bot die ehemalige Kundenkreditbank (KKB) als vermutlich erste Bank einen entsprechenden Konsumentenkredit mit erheblich erweitertem Kreditrahmen außerhalb des laufenden Kontos mit flexibler Inanspruchnahme und variabler Verzinsung nur des tatsächlich in Anspruch genommenen Kreditbetrags unter der Bezeichnung Scheckkredit einem breiten Kundenkreis an.
1984 folgten mehrere Großbanken mit entsprechenden Produkten unter verschiedenen Bezeichnungen (bspw.: Dresdner Bank: Abruf-Kredit; Deutsche Bank: Persönlicher Kredit; Commerzbank: Privat-Kredit; Bank für Gemeinwirtschaft, BfG: Individual-Kredit).